# Amsacta negrita
Amsacta negrita là một loài bướm đêm thuộc phân họ Arctiinae, họ Erebidae.